# دانشگاه امیر عبدالقادر
دانشگاه امیر عبدالقادر (به عربی: جامعة الأمیر عبد القادر للعلوم الإسلامیة) یک دانشگاه در الجزایر است که در قسنطینه واقع شده‌است.